# Lê Ngọc
Lê Ngọc hay Lê Cốc (535 - ?) là thái thú quận Cửu Chân thời Việt Nam thuộc nhà Tùy và nhà Đường. Ông cũng là thủ lĩnh của cuộc khởi nghĩa Lê Ngọc diễn ra vào đầu thế kỉ thứ 7.

## Làm quan nhà Tùy
Theo thần tích của đền thờ Lê Ngọc tại tổng Thạch Khê, nay thuộc huyện Đông Sơn, tỉnh Thanh Hóa, tổ tiên của Lê Ngọc làm quan nhà Tấn, được phong tước hầu. Đến thời nhà Lương đã có 3 đời liên tiếp được phong hầu. Sang đến đời nhà Tùy, Lê Ngọc được phong Tuyên uy tướng quân Nhật Nam thái thú (quận Nhật Nam lúc này tương ứng với các tỉnh Nghệ An, Hà Tĩnh ngày nay), sau đổi làm Cửu Chân thái thú.

## Khởi nghĩa chống nhà Đường
Cuối đời Tùy, hào kiệt các nơi nổi lên cát cứ, Lê Ngọc cũng cát cứ ở quận Cửu Chân. Khi nhà Đường thay thế nhà Tùy, Lê Ngọc không chịu thần phục nhà Đường, ông theo vua Lương là Tiêu Tiển cùng chống lại nhà Đường, đóng ở quận trị của quận Cửu Chân là Đông Phố (tức Đồng Pho, nay thuộc phường Đông Sơn, tỉnh Thanh Hóa), chia các con chiếm giữ các địa phương. Một số nhà sử học gọi đây là cuộc khởi nghĩa Lê Ngọc.
Sau khi Tiêu Tiển bị nhà Đường tiêu diệt, thái thú Giao Chỉ (Bắc Bộ ngày nay) là Khâu Hòa, trước là đồng minh của Tiêu Tiển, đã đầu hàng nhà Đường và được giữ nguyên chức Thái thú Giao Chỉ. Lê Ngọc không chịu đầu hàng mà lui về trấn thủ dân địa phương. Sau gần ba năm kháng chiến chống nhà Đường, Lê Ngọc và ba con trai đều tử trận, người con gái đang trấn giữ vùng Như Xuân(Thanh Hóa) trên đường đem quân hỗ trợ cha và các em, nghe được tin dữ cũng nhảy sông tuẫn tiết.

## Gia đình
Lê Ngọc lấy vợ là người ở quận Nhật Nam, sinh được ba con trai và một con gái, trong đó con trai thứ hai tên là Lê Hựu. Sau khi khởi nghĩa Lê Ngọc thất bại, nhân dân vùng Đông Sơn lập đền thờ, tôn ba con trai của Lê Ngọc là Chàng Cả đại vương, Chàng Hai đại vương và Chàng Út đại vương. Trong khi đó, nhân dân vùng Nông Cống tôn Lê Hựu làm Tham Xung Tá quốc tôn thần và tôn người con gái của Lê Ngọc là Trịnh Liệt Tam giang thần nữ, dân gian vùng Nông Cống gọi là Vua Bà.
Tương truyền, các trò dân ca, dân vũ Đông Anh có thể do Chàng Cả đại vương, con trai của Lê Ngọc, truyền cho dân chúng.

## Dựng văn bia
Trong thời gian khởi nghĩa chống nhà Đường, vào năm 618, Lê Ngọc đã xây dựng sinh phần tại địa phận làng Trường Xuân, phường Đông Sơn ngày nay. Trước sinh phần có xây Hoằng tĩnh đài và dựng một cái bia. Bia này được phát hiện trong đền thờ Lê Ngọc tại làng Trường Xuân, hiện được lưu giữ ở Viện Bảo tàng Lịch sử Việt Nam, được coi là một trong những tấm bia xưa nhất Việt Nam 
(Tấm bia xưa nhất Việt Nam xác định được đến năm 2013 là tấm bia đá có niên đại từ năm 314 đến năm 450, phát hiện tại thôn Thanh Hoài, xã Thanh Khương, thị xã Thuận Thành, tỉnh Bắc Ninh). Trên bia có ghi Đại Nghiệp thập tứ niên, tức là năm Đại Nghiệp thứ mười bốn (Đại Nghiệp là niên hiệu của Tùy Dạng đế). Dù đời Đại Nghiệp chỉ có 13 năm, nhưng khi Tùy Dạng Đế bị giết, đồng thời nhà Tùy đổ thì Lê Ngọc không theo nhà Đường nên khi dựng bia vẫn theo niên hiệu Đại Nghiệp. Văn bia này ca ngợi sự nghiệp và đạo học của Lê Ngọc.

## Thờ phụng

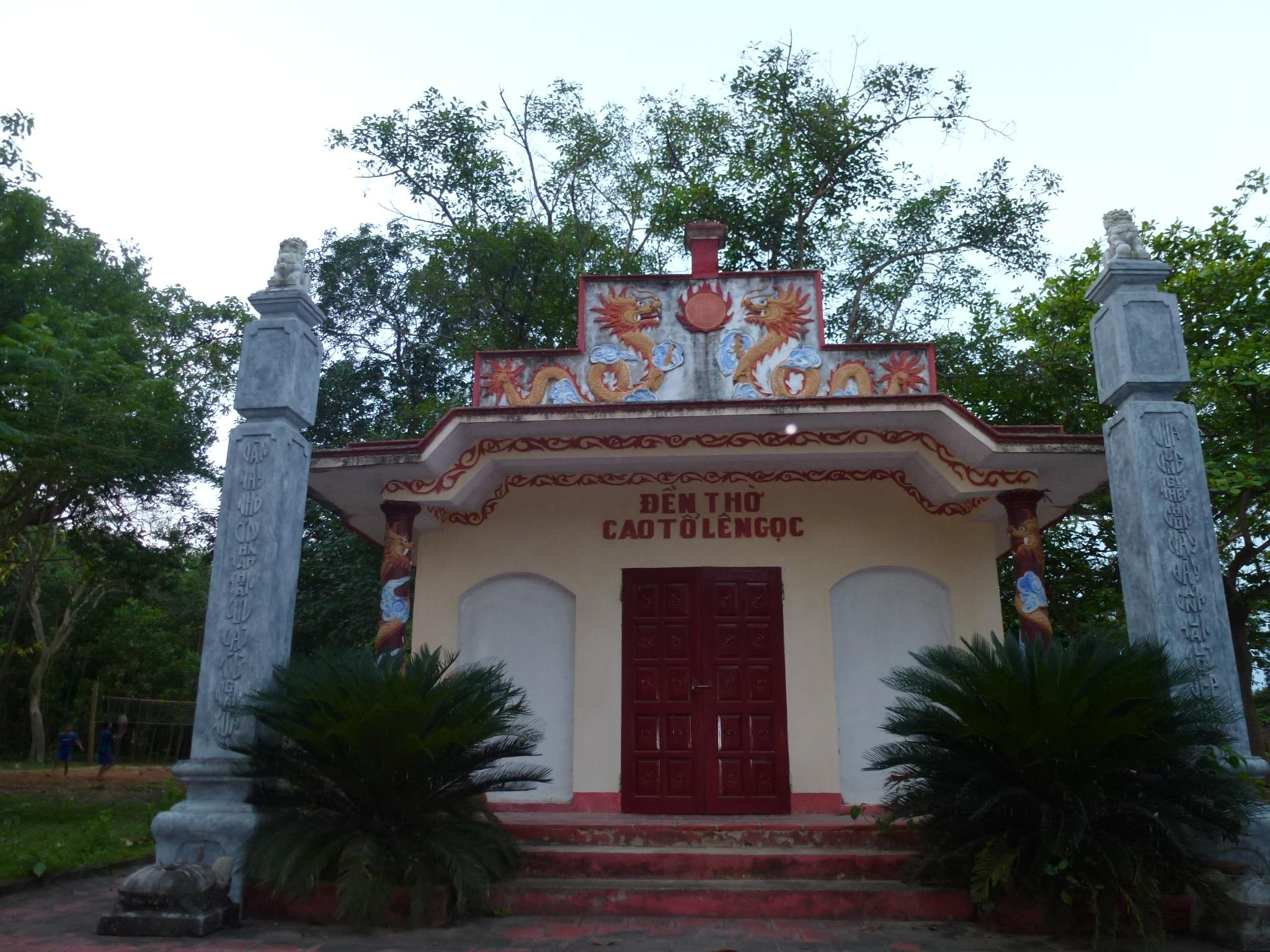
Đền thờ Lê Ngọc tại làng Trường Xuân, xã Đông Ninh, huyện Đông Sơn, Thanh Hóa, Việt Nam

Tuy có tổ tiên là người Hán, nhưng sinh ra trong gia đình nhiều đời làm quan tại Việt Nam, Lê Ngọc đã thoát li quan hệ với triều đình Trung Quốc và trở thành hào trưởng địa phương, tương tự Lý Phật Tử ở Giao Chỉ. Do kêu gọi nhân dân cùng đứng lên chống ách đô hộ của nhà Đường, ông được nhân dân tin tưởng và quý mến.
Hiện một gia đình ở làng Hữu Bộc, xã Đông Ninh vẫn lưu giữ hai đạo sắc phong thần cho Lê Ngọc, có niên đại triều Cảnh Hưng thứ 1 (1740). Dù hai đạo sắc này đều bị rách nát, song vẫn cho thấy triều đình phong kiến nước ta xem Lê Ngọc là người"Hộ quốc tý dân"(giúp nước, che chở cho dân) và tôn ông là"Hoàng đế".
Lê Ngọc và các con của ông đã được nhân dân nhiều nơi trong vùng Đông Sơn, Nông Cống lập đền thờ. Trong đó các đền thờ riêng Lê Ngọc hoặc thờ chung cả gia đình gồm:
- Làng Viên Khê, xã Đông Khê (nay là phường Đông Sơn) thờ thành hoàng làng là Cao Hoàng (tức Lê Ngọc) và Long thần (thần rắn cụt đuôi)[10][11]. Ngoài ra còn có đền thờ Chàng Cả đại vương là con Lê Ngọc.
- Xã Đông Hòa (nay là phường Đông Sơn) có đền thờ Lê Ngọc [12], tại làng Đồng Pho[13].
- Xã Đông Ninh (nay là phường Đông Sơn) có đền thờ Lê Ngọc [14] tại làng Trường Xuân[6]. Đền thờ Lê Ngọc tại xã Đông Ninh đã được tỉnh Thanh Hóa xếp hạng là di tích lịch sử văn hóa cấp tỉnh[15].
- Nghè Giáp, thị trấn Nưa, huyện Triệu Sơn (nay là xã Tân Ninh) thờ Tham Xung Tá Thánh là Lê Hựu (còn gọi là thánh Lưỡng, con trai thứ ba của Lê Ngọc) và cả gia đình Lê Ngọc (thờ Thánh Ngũ vị)[2].
- Tại thôn Côn Sơn (làng Mưng), xã Trung Thành, huyện Nông Cống (nay là xã Thắng Lợi) có đền Mưng thờ Tham Xung Tá quốc tôn thần[16], gọi là Thánh Lưỡng ngũ vị[17]. Ngày mùng Năm tháng ba âm lịch, ở đây có lệ"em đến thăm chị": Thánh Lưỡng được rước từ đền Mưng xuống đền Vua Bà. Lệ rước bằng thuyền, dọc sông Lãng Giang dài gần 10 km. Từ đó, ở xã Trung Thành có hội chèo thờ tháng Ba, còn gọi là trò hát thờ hay chèo thờ làng Mưng[3].

Ngoài ra còn nhiều đền thờ riêng các con của Lê Ngọc.